# Infomedia
Infomedia A/S er en dansk virksomhed, der indsamler og overvåger nyhedsstof fra redaktionelle medier, herunder trykte medier, onlinenyhedsmedier, blogs, radio, tv, postcasts samt sociale medier. Baseret på medieovervågningen leverer virksomheden kommunikationsanalyser og rådgivning til virksomheder og organisationer. Infomedia har også et mediearkiv, som virksomheder, uddannelsesinstitutioner og folkebiblioteker kan betale for at give deres brugere adgang til. Virksomheden er ejet ligeligt af JP/Politikens Hus og Berlingske Media.

## Infomedias historie
I 1975 besluttede man hos Politikens Hus at erstatte det traditionelle bladarkiv med en EDB-løsning. Denne løsning blev kaldt Redak-75. I 1983 gjorde et nyt teknisk system det muligt at udarbejde resuméer af artiklerne. Politiken stiftede i den forbindelse en informationsvirksomhed, kaldet Polinfo, som skulle sælge adgang til databasen af resuméer og henvisninger. I 1990 grundlagde Berlingske Media en lignende informationsdatabase med navnet Berlingske Avisdata. Begge mediehuse havde et ønske om at etablere et fælles selskab, som bestod af aktiviteterne fra både Polinfo og Berlingske Avisdata.  
Men lovgrundlaget for at kunne etablere en sådan virksomhed fandtes ikke på daværende tidspunkt, og politikerne var ikke begejstrede for tanken om et mediearkiv. I kommentarerne til lovforslaget udtrykte flere politikere bekymring over, at man via en sådan database kunne citere politikere for synspunkter, de ikke længere havde.  Efter et par år kom dette på plads, og som et resultat af fusionen af Politikens Hus og Berlingske Media blev selskabet Infomedia etableret i november 2002.

### Datterselskaberne
Fra 2006 til 2012 opkøbte Infomedia Ajour Klip, Cision og Infopaq. I 2018 opkøbte Infomedia Opoint – en international softwarevirksomhed specialiseret i at indeksere indhold på online medier via deres webcrawler. I 2019 opkøbte Infomedia det finske medieovervågningsselskab M-Brains selskaber i Sverige, Norge og Estland. Alle selskaber opererer i dag under Infomedias navn.

## Mediearkivet
Redak-75, EDB-løsningen nævnt ovenfor, fungerede på den måde, at man til hver artikel kunne skrive korte resuméer og tilføje de relevante søgeord. Derefter kunne man fremsøge relevante originalartikler i systemet.  Formålet var at skabe ét samlet landsdækkende mediearkiv. Dette ejes i dag af Infomedia. Mediearkivet er Danmarks største onlinebaserede mediearkiv, som kan bruges til research i medier, blandt andet af studerende med et gyldigt unilogin fra landets uddannelsesinstitutioner. Anno 2021 er der mere end 75 millioner artikler, der kan dateres tilbage til 1990 i arkivet.  
Infomedia har et internationalt mediearkiv, der indeholder mere end syv milliarder online nyhedsartikler fra ca. 200.000 nyhedsmedier i hele verden.

## Medieovervågning
Infomedia udfører medieovervågning af redaktionelle og sociale medier. Medieovervågning handler essentielt om at overvåge og opspore, hvad der bliver sagt og skrevet i medierne om diverse emner af interesse for virksomheder og organisationer. Dette kan eksempelvis være overvågning af specifikke emner eller agendaer, konkurrenter eller virksomhedens/organisationens varemærker, talspersoner med mere. Medieovervågning kan omhandle specifikke medier, mediegrupper (print, web, tv, radio, podcasts og sociale medier) og kan være lokalt, regionalt, internationalt eller globalt.

## Medieanalyse og kommunikationsrådgivning
Nogle virksomheder og organisationer har behov for at forstå, hvordan deres omtaler og egne PR-budskaber modtages i medierne. Medieovervågning giver virksomheder og organisationer overblik over, hvor de er omtalt, og hvor mange gange de er blevet nævnt i diverse medier. En medieanalyse og den dertilhørende rapportering kan  fortælle, om omtalerne er positive, negative eller neutrale, eller om de omhandler de agendaer, som den pågældende virksomhed eller organisation ønsker at påvirke gennem deres PR- og marketingaktiviteter. Medieanalyser kan omfatte konkurrentanalyse, omdømmeanalyse, stakeholderanalyse, agendaanalyse, influenceranalyse, kampagne- og eventanalyse og bæredygtighedsanalyser.

## Digitale platforme
Infomedia implementerer kundespecifikke løsninger på tredjepartssoftwareplatforme herunder håndtering af kommunikation og markedsføring via sociale medier, overvågning og analyse af sociale medier samt distribution og analyse af pressemeddelelser.

## Teknologi og sprogforskning
Infomedia forsker i samt udvikler teknologier inden for AI og Machine Learning, eksempelvis til automatisk genkendelse af navne på organisationer, steder og personer i artikler.  
Infomedia udvikler sprogteknologier til blandt andet talegenkendelse (speech-to-text) i eksempelvis radio- og tv-klip. Kernen i teknologien er baseret på disciplinen Named Entity Recognition (ofte forkortet NER), som er en specialiseret gren inden for forskning og udvikling af sprogteknologi. Via NER kan man træne en computer til at finde eksempelvis lokationer og organisationer/virksomheder i alle slags tekster, samtidigt med, at computeren forstår, hvordan de hver især opfører sig grammatisk i en sætning; computeren kan kende forskel på, hvordan der skrives om en lokation, en organisation og en person.